# Filip Tapalović
Filip Tapalović (né le 22 octobre 1976 à Gelsenkirchen en Allemagne) est un footballeur international croate.
Son frère, Toni Tapalović, est également footballeur.